# Irak en los Juegos Olímpicos de México 1968
Irak estuvo representado en los Juegos Olímpicos de México 1968 por tres deportistas masculinos que compitieron en tres deportes.
El equipo olímpico iraquí no obtuvo ninguna medalla en estos Juegos.